# Ron Bissett
Ronald Bissett, detto Ron (Vancouver, 8 novembre 1931 – Kirkland, 18 luglio 2015), è stato un cestista canadese.

## Carriera
Con il Canada ha disputato le Olimpiadi del 1956.